# Трубенчук Андрій Ілліч
Андрі́й Іллі́ч Трубенчу́к (1905 , Херсон, Херсонська губернія, Російська імперія  — невідомо ) — український радянський діяч, турбінний майстер Херсонської паротурбінної електростанції. Депутат Верховної Ради УРСР 1-го скликання (1938–1947).

## Біографія
Народився 1905 року в родині вантажників порту в місті Херсоні, тепер Херсонська область, Україна. Закінчив Волохинську початкову школу. З дванадцятирічного віку працював учнем на водогоні міста Херсона. Здобув кваліфікацію водопровідника. До 1922 року — машиніст Херсонського водогону.
З 1922 року працював на дизельній електростанції міста Херсона. У 1923 році вступив до комсомолу. З 1923 по 1925 рік працював у портових майстернях імені Шмідта у Херсоні, де закінчив фабзавуч (школу фабрично-заводського учнівства) та здобув кваліфікацію слюсаря із ремонту машинних частин пароплавів.
Член ВКП(б) з 1926 року.
Працював машиністом парової шаланди «Узукалія», машиністом днопоглиблюваних земкараванів «Адігол» і «Нева», механіком криголаму в Херсонському порту.
З 1927 року служив на Червонопрапорному Балтійському флоті, навчався у машинній школі.
Після демобілізації — робітник ремонтного цеху заводу імені Петровського у Херсоні, де у 1929 році був обраний головою цехового профкому. З 1931 року деякий час працював монтажником і бригадиром із монтажу тисячесилого дизеля на Херсонській дизельній електростанції, був начальником монтажного відділу Херсонського суднозаводу імені Комінтерну.
З 1934 року — змінний механік розподільної дільниці, а з 1935 року — турбінний майстер Херсонської паротурбінної електростанції.
26 червня 1938 року обраний депутатом  Верховної Ради УРСР 1-го скликання по Херсонській першій виборчій окрузі № 134 Херсонської області.
Під час німецько-радянської війни перебував у евакуації.
На 1945 рік — заступник голови виконавчого комітету Херсонської міської ради депутатів трудящих.